# 73 Klytia
73 Klytia (in italiano 73 Clitie o Clizia) è un piccolo asteroide della Fascia principale.
Klytia fu il secondo e ultimo asteroide scoperto da Horace Parnell Tuttle, individuato il 7 aprile 1862 grazie al telescopio da quattro pollici dell'Harvard College Observatory a Cambridge (Massachusetts, USA); venne battezzato così in onore di Clitie, nella mitologia greca un'oceanina che amò Apollo.